# Forked River
Forked River est un census-designated place localisé dans le comté d'Ocean dans l’État du New Jersey aux États-Unis.